# 지방도 제426호선
지방도 제426호선은 강원특별자치도 인제군 서화면 서화리에서 고성군 죽왕면 삼포리를 잇는 강원특별자치도의 지방도이다.
동해 북부지역과 해안을 연결하기 위해 2003년에 지정된 노선이나, 전체 41.5km 중에서 16.6km는 도로가 아예 없으며, 그나마 도로가 있는 구간 중에서도 23.76km 구간이 미포장 구간이다. 또한 이 구간의 상당수가 군사지역을 통과하기 때문에 사실상 통행이 불가능하다.

## 역사
- 2003년 2월 15일 : 지방도 제426호선 서화 ~ 죽왕선 신설[1]
- 2004년 7월 3일 : 도로 확포장공사로 인해 고성군 죽왕면 삼포리 ~ 야촌리 1.68km 구간 도로구역 변경[2]

## 주요 경유지
- 인제군
  - 서화면 서화리(평촌교 북단) - 가전리 - (미개통 구간)

- 고성군
  - 간성읍 장신리 (미개통 구간)
  - 죽왕면 마좌리 - 삼포리